# Jelenino (Szczecinek)
Jelenino (deutsch Gellin) ist ein Dorf in der polnischen Woiwodschaft Westpommern. Es gehört zur Gmina Szczecinek (Landgemeinde Neustettin) im Powiat Szczecinecki (Neustettiner Kreis).

## Geographische Lage
Das Kirchdorf liegt in Hinterpommern, etwa acht Kilometer südwestlich von Neustettin (Szczecinek), 65 Kilometer südöstlich von Köslin (Koszalin) 
und 185 Kilometer ostnordöstlich von Stettin. Das Dorf grenzt im Süden an den Gellinsee.

## Geschichte

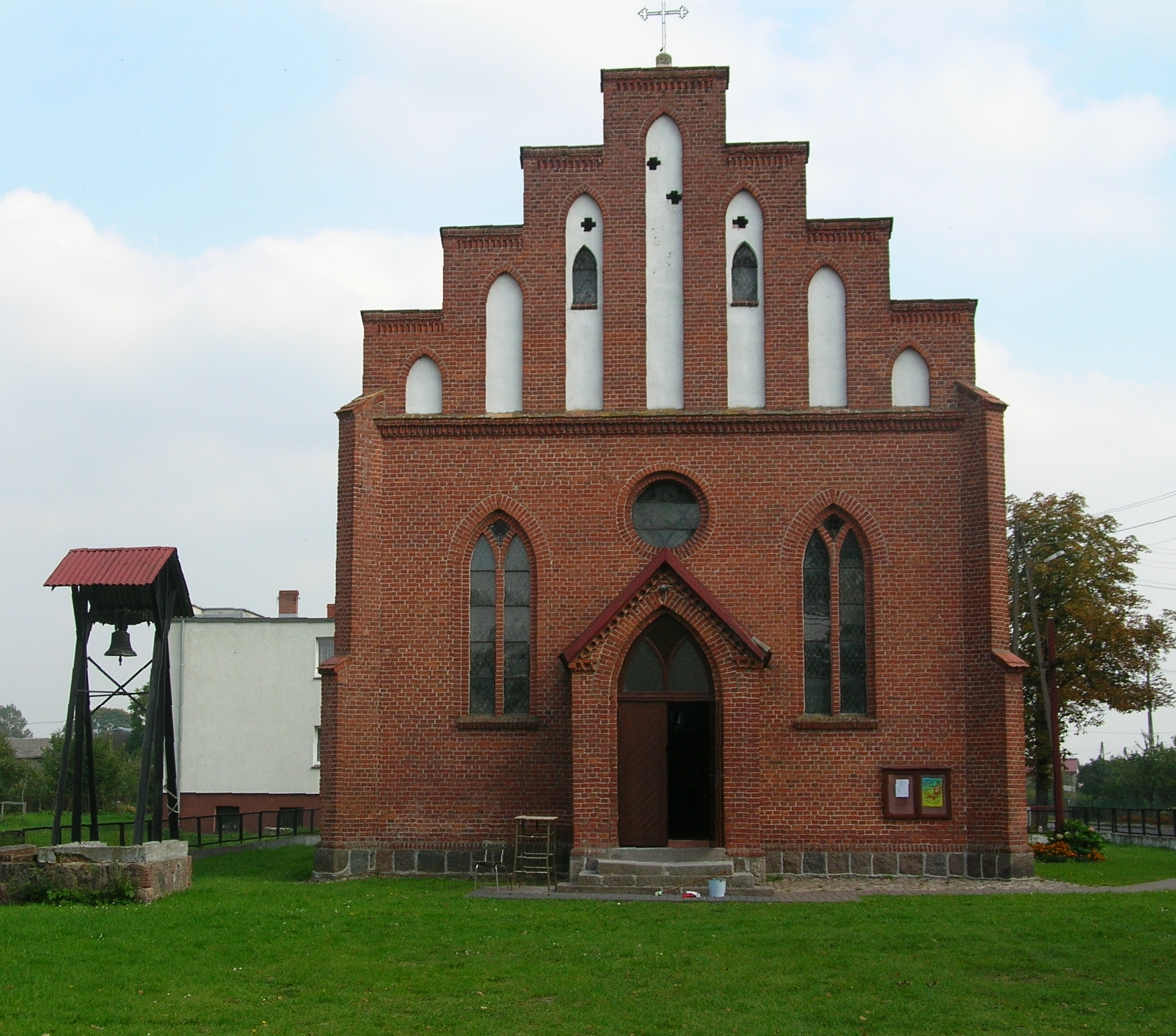
Dorfkirche, erbaut 1887, bis 1945 Gotteshaus der evangelischen Gemeinde Gellin

Um zusätzliches Siedlungsland für das Bauerndorf zu gewinnen, war der Gellinsee, dessen Wasserspiegel früher 3600 Magdeburger Morgen groß gewesen war, 1781 auf Staatskosten um zwölf Fuß abgesenkt worden. Dadurch wurden 2000 Morgen urbares Land gewonnen. Am Ende des 18. Jahrhunderts hatte Gellin eine Gnadenschule, d. h. eine Dorfschule mit einem Lehrmeister, dessen Jahresgehalt vom König bestritten wurde; um 1783 hatte das Jahresgehalt 80 Reichstaler betragen.
Die Gemeindefläche von Gellin war Anfang der 1930er Jahre 10,8 km² groß, und auf ihr standen 78 bewohnte Wohnhäuser an zwei verschiedenen Wohnorten:
- Gellin
- Neumühl

Um 1933 gab es in dem Dorf 550 Einwohner, zwei Gasthöfe, eine Niederlassung der Spar- und Darlehnskasse, eine Mühle, eine Viehhandlung sowie verschiedene Handwerksbetriebe.
Bis 1945 bildete Gellin eine Landgemeinde im Landkreis Neustettin in der preußischen Provinz Pommern
des Deutschen Reichs. Das Dorf war Sitz des Amtsbezirks Gellin.
Gegen Ende des Zweiten Weltkriegs besetzte im Frühjahr 1945 die Rote Armee die Region. Nach Beendigung der Kampfhandlungen wurde Gellin zusammen mit Hinterpommern seitens der sowjetischen Besatzungsmacht der Volksrepublik Polen zur Verwaltung überlassen. Von der polnischen Behörde wurde das Dorf nun unter der Ortsbezeichnung  „Jelenino“ verwaltet. In der Folgezeit wurde die einheimische Bevölkerung von der polnischen Administration aus dem Kreisgebiet vertrieben.

### Demographie
| Jahr | Einwohner | Anmerkungen                                                          |
| ---- | --------- | -------------------------------------------------------------------- |
| 1783 | –         | Dorf, mit einem kleinen Kirchenhaus, 25 Feuerstellen (Haushaltungen) |
| 1818 | 202       | königliches Dorf                                                     |
| 1825 | 102       | Dorf, zum Amt Neustettin gehörig                                     |
| 1852 | 416       | Dorf                                                                 |
| 1864 | 583       | am 3. Dezember                                                       |
| 1867 | 581       | am 3. Dezember                                                       |
| 1871 | 652       | am 1. Dezember, davon 646 Evangelische und sechs Juden               |
| 1885 | 603       | am 1. Dezember, davon 599 Evangelische und vier Juden                |
| 1910 | 631       | am 1. Dezember                                                       |
| 1925 | 596       | darunter 585 Evangelische und vier Katholiken                        |
| 1933 | 550       | [ 14 ]                                                               |
| 1939 | 530       | [ 14 ]                                                               |

## Kirche
Die bis 1945 anwesenden Dorfbewohner waren mit wenigen Ausnahmen evangelisch. Früher war die Einwohnerschaft in dem drei Kilometer entfernten Kirchdorf Hütten eingepfarrt gewesen. Schon am Anfang des 17. Jahrhunderts wurde eine eigene Kirche angestrebt. Ein eigenes Kirchengebäude wurde 1887 im Dorf eingeweiht.